# Ben Houge
Ben Houge, né en 1974, est un compositeur et concepteur audio américain dans le domaine du jeu vidéo. La plupart de son travail repose sur la génération de son par le biais d'ordinateurs. Il a incorporé des idées provenant de son expérience personnelle en matière de média digital au sein de compositions pour des performances live. Il travaille pour le studio d'Ubisoft situé à Shanghai en Chine depuis 2004, après avoir travaillé durant sept ans pour le compte de Sierra Entertainment à Seattle.
En 2003, avec Korby Sears, Mike Min et Geoff Ogle, il fonde Sound Currents, une société d'organisation de concerts de musique expérimentale à Shanghai.

## Compositions

### PourSierra Entertainment
- Leisure Suit Larry: Love for Sail! (1996)
- Leisure Suit Larry's Casino (1998)
- King's Quest: Mask of Eternity (1998)
- Half-Life: Opposing Force (1999)
- SWAT 3: Close Quarters Battle (1999)
- Gabriel Knight : Énigme en pays cathare (1999)
- Ground Control (2000)
- Arcanum : Engrenages et sortilèges (2001)
- Half-Life pour PlayStation 2 (2001)
- Half-Life: Blue Shift (2001)
- Jonny Drama (2001, annulé)
- Hoyle Casino Empire (2002)

### PourUbisoft Shanghai
- Brothers in Arms: Road to Hill 30 (2005)
- Tom Clancy's EndWar (2008)

### Autres
- Defense Grid: You Monster (2011), Hidden Path Entertainment